# Выбор критиков (кинопремия, 2016)
21-я церемония премии «Выбор критиков» состоялась 17 января 2016 года в театре Hollywood Palladium в Голливуде, Калифорния. Ведущим церемонии был американский актёр ТиДжей Миллер. Номинанты были объявлены 14 декабря 2015.

## Победители и номинанты
| Лучший фильм                                  | 1. В центре внимания 2. Безумный Макс: Дорога ярости 3. Бруклин 4. Выживший 5. Звёздные войны: Пробуждение силы 6. Игра на понижение 7. Комната 8. Кэрол 9. Марсианин 10. Убийца 11. Шпионский мост |

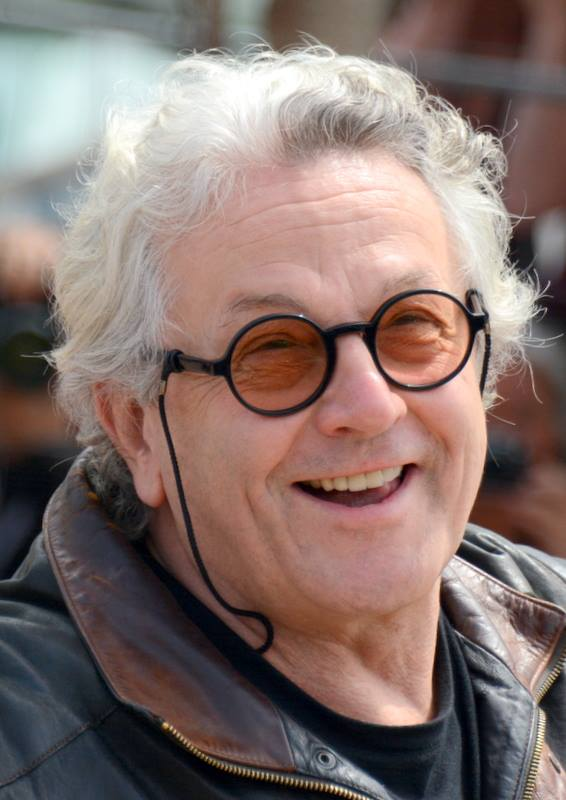
Джордж Миллер, лучший режиссёр

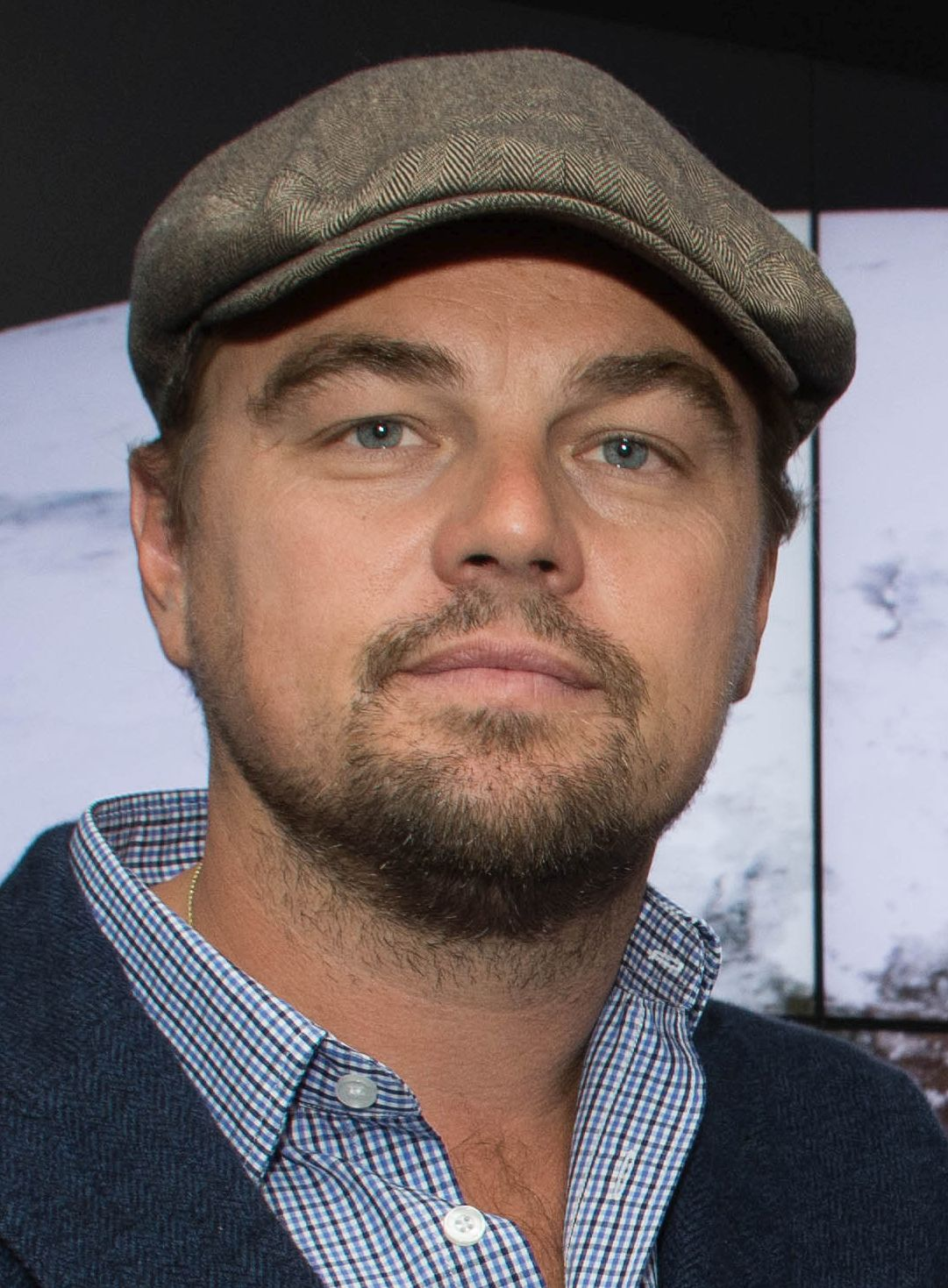
Леонардо ДиКаприо, лучшая мужская роль

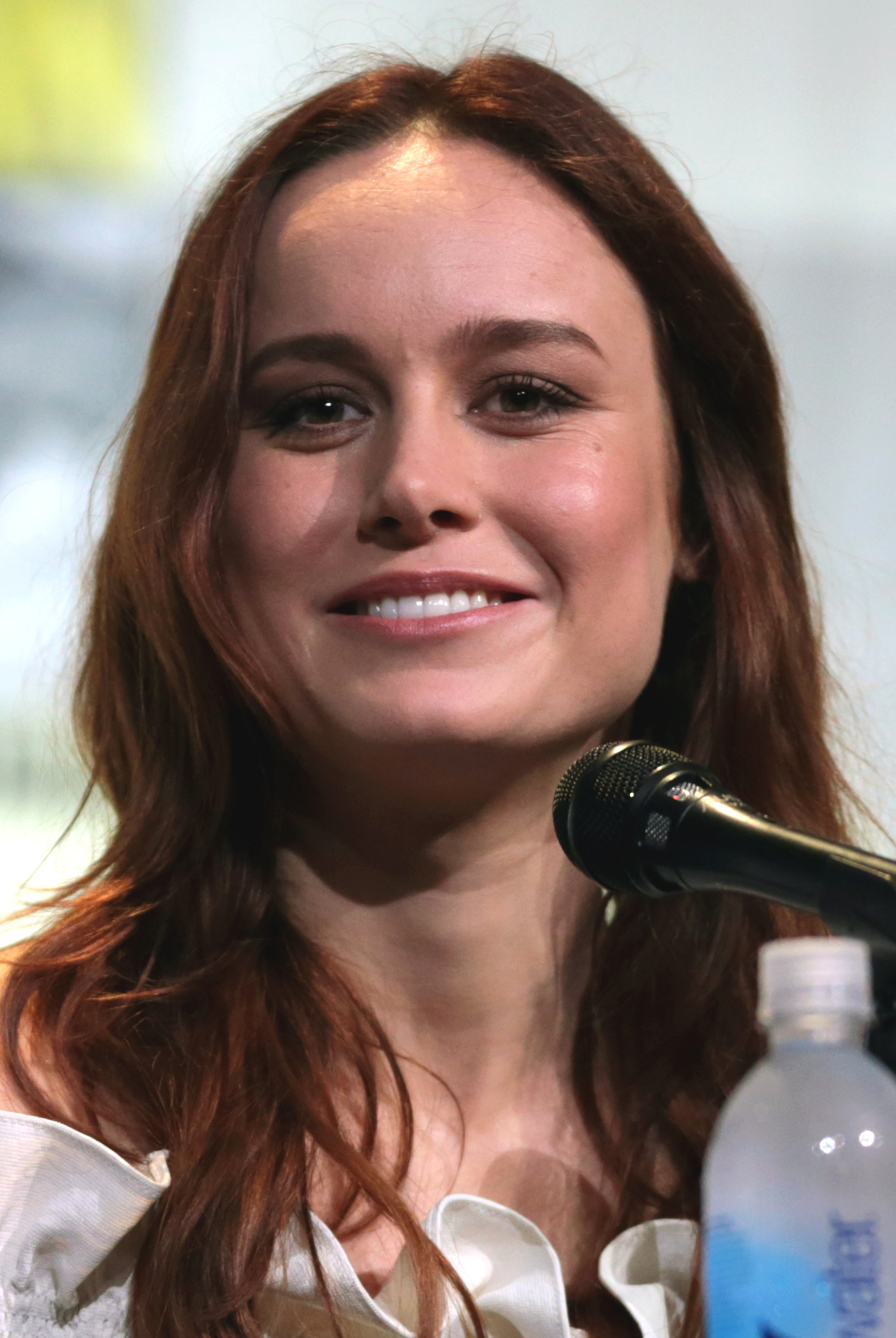
Бри Ларсон, лучшая женская роль

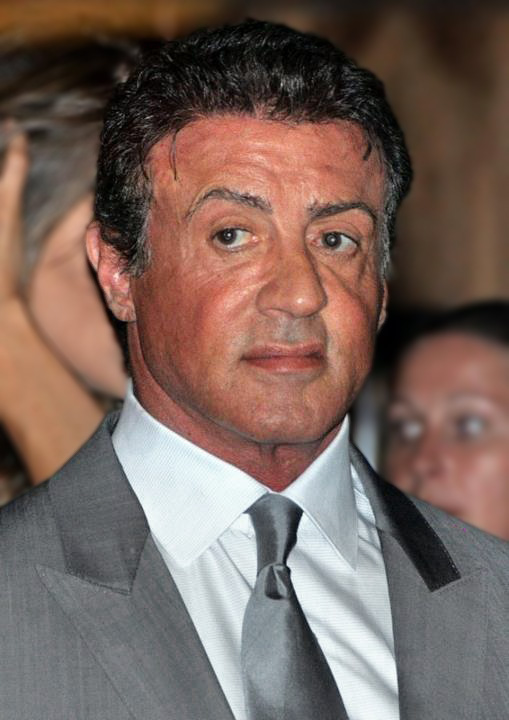
Сильвестр Сталлоне, лучшая мужская роль второго плана

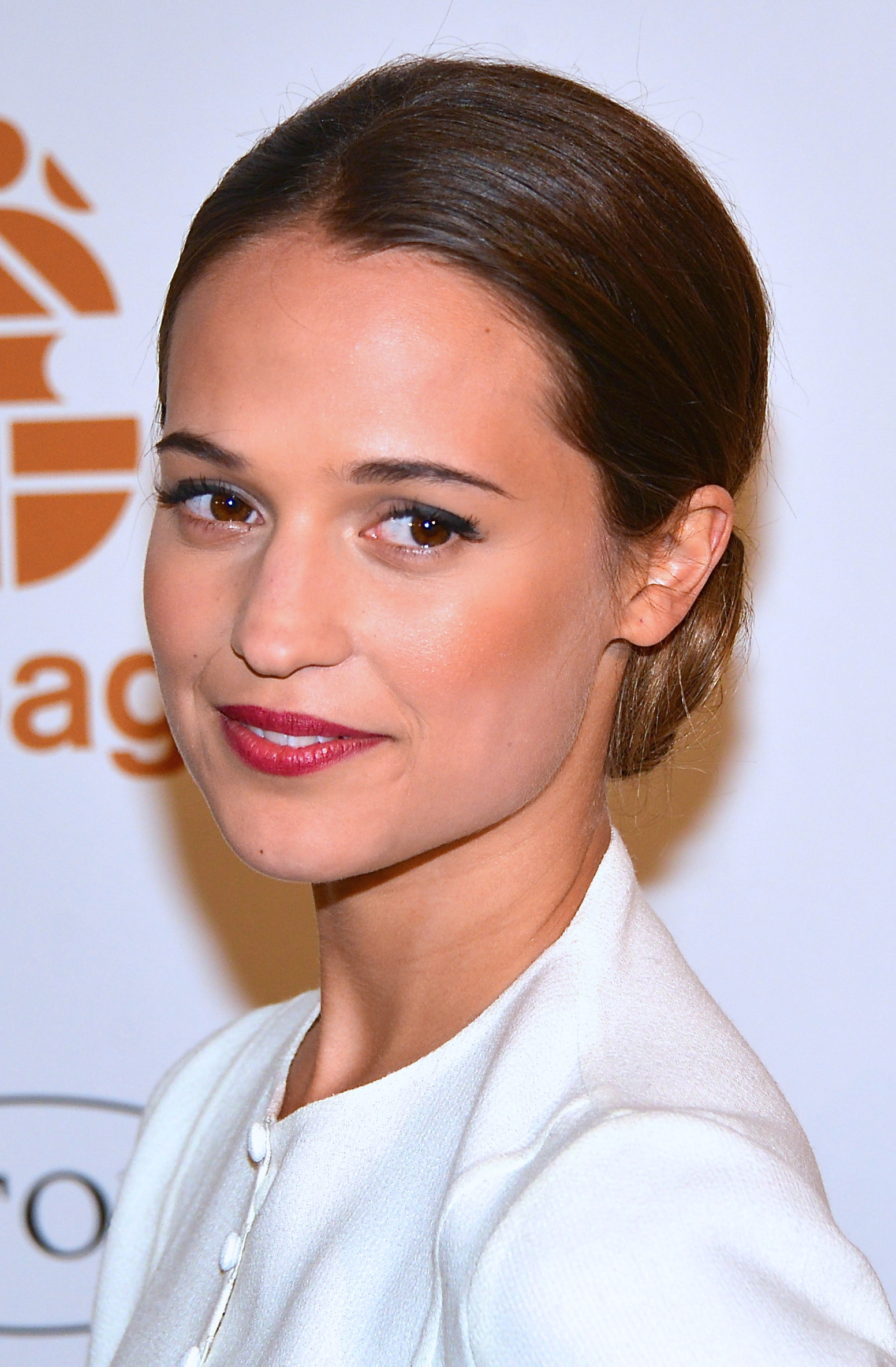
Алисия Викандер, лучшая женская роль второго плана

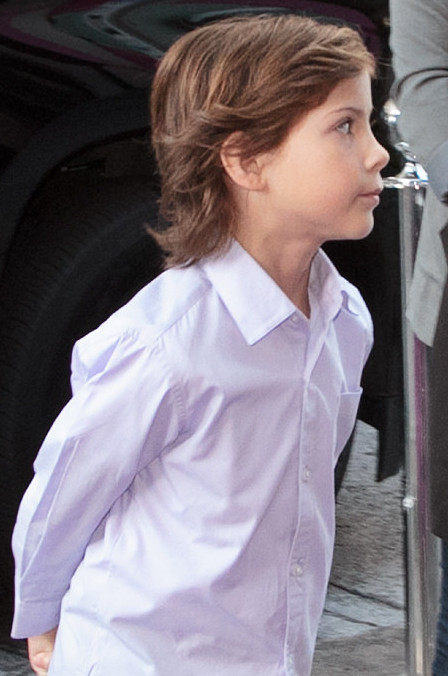
Джейкоб Тремблей, лучший молодой артист

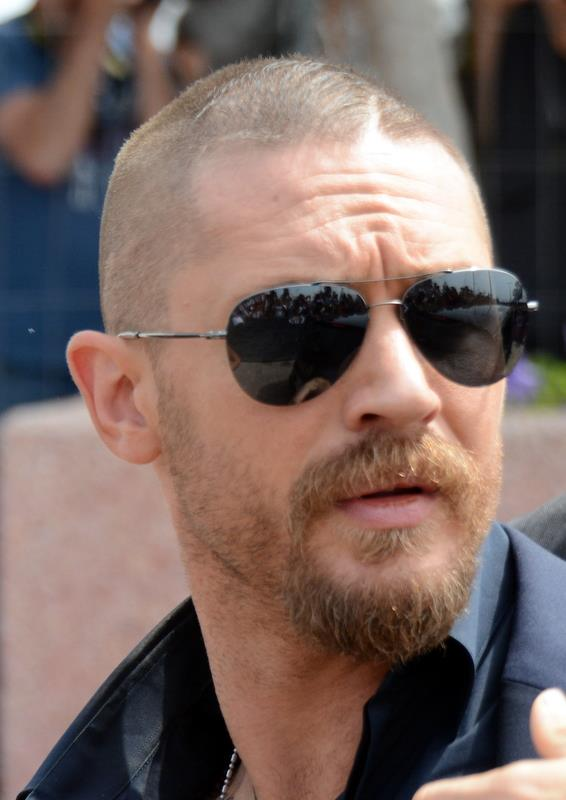
Том Харди, лучший актёр в экшн-фильме

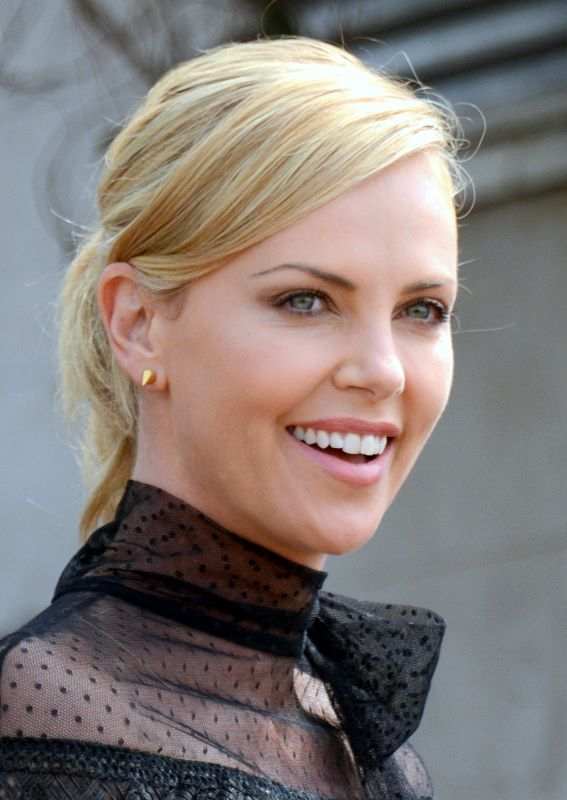
Шарлиз Терон, лучшая актриса в экшн-фильме

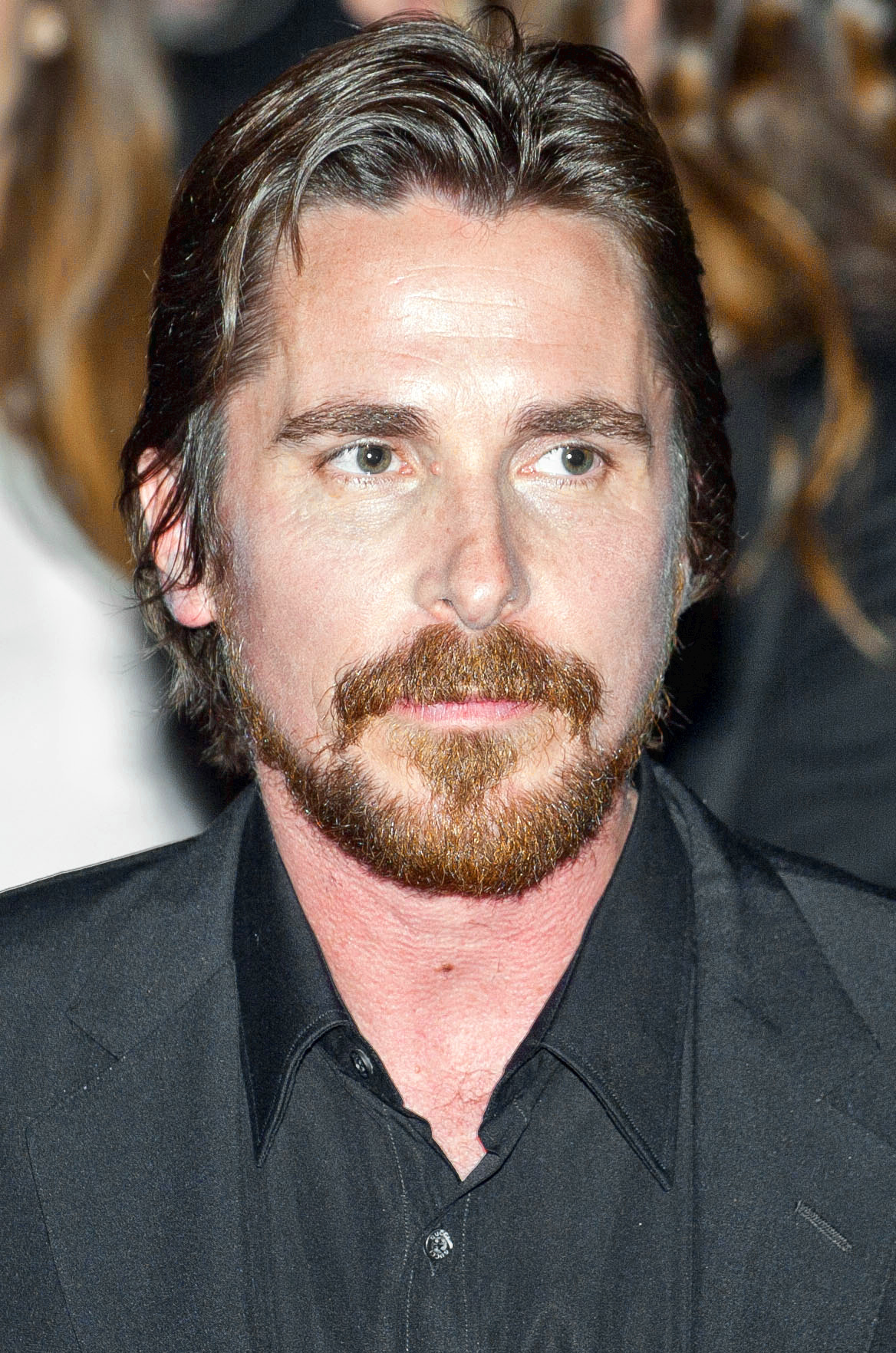
Кристиан Бейл, лучший актёр в комедии

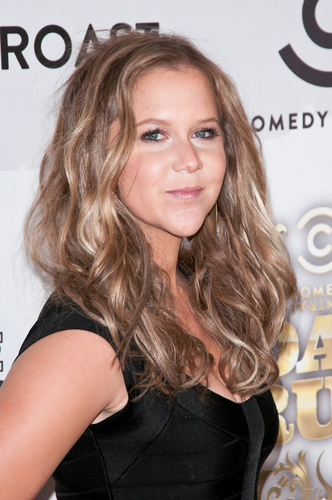
Эми Шумер, лучшая актриса в комедии

| Лучший режиссёр                               | 1. Джордж Миллер — «Безумный Макс: Дорога ярости» 2. Алехандро Гонсалес Иньярриту — «Выживший» 3. Том МакКарти — «В центре внимания» 4. Ридли Скотт — «Марсианин» 5. Стивен Спилберг — «Шпионский мост» 6. Тодд Хейнс — «Кэрол» |
| Лучшая мужская роль                           | 1. Леонардо ДиКаприо — «Выживший» 2. Джонни Депп — «Чёрная месса» 3. Мэтт Дэймон — «Марсианин» 4. Брайан Крэнстон — «Трамбо» 5. Эдди Редмэйн — «Девушка из Дании» 6. Майкл Фассбендер — «Стив Джобс» |
| Лучшая женская роль                           | 1. Бри Ларсон — «Комната» 2. Кейт Бланшетт — «Кэрол» 3. Дженнифер Лоуренс — «Джой» 4. Сирша Ронан — «Бруклин» 5. Шарлотта Рэмплинг — «45 лет» 6. Шарлиз Тэрон — «Безумный Макс: Дорога ярости» |
| Лучшая мужская роль второго плана             | 1. Сильвестр Сталлоне — «Крид: Наследие Рокки» 2. Пол Дано — «Любовь и милосердие» 3. Марк Райлэнс — «Шпионский мост» 4. Марк Руффало — «В центре внимания» 5. Том Харди — «Безумный Макс: Дорога ярости» 6. Майкл Шеннон — «99 домов» |
| Лучшая женская роль второго плана             | 1. Алисия Викандер — «Девушка из Дании» 2. Дженнифер Джейсон Ли — «Омерзительная восьмёрка» 3. Рэйчел МакАдамс — «В центре внимания» 4. Руни Мара — «Кэрол» 5. Хелен Миррен — «Трамбо» 6. Кейт Уинслет — «Стив Джобс» |
| Лучший молодой артист                         | 1. Джейкоб Тремблей — «Комната» 2. Абрахам Атта — «Безродные звери» 3. Шамеик Мур— «Наркотик» 4. Майло Паркер— «Мистер Холмс» 5. АрДжей Сайлер — «Я, Эрл и умирающая девушка» |
| Лучший актёрский ансамбль                     | 1. В центре внимания 2. Голос улиц 3. Игра на понижение 4. Омерзительная восьмёрка 5. Трамбо |
| Лучший оригинальный сценарий                  | 1. Джош Сингер и Том Маккарти — «В центре внимания» 2. Мэтт Чарман, Итан Коэн и Джоэл Коэн — «Шпионский мост» 3. Алекс Гарленд — «Из машины» 4. Квентин Тарантино — «Омерзительная восьмёрка» 5. Пит Доктер, Мег Лефов, Джош Кули и Ронни дель Кармен — «Головоломка» |
| Лучший адаптированный сценарий                | 1. Чарльз Рэндольф и Адам Маккей — «Игра на понижение» 2. Дрю Годдард — «Марсианин» 3. Эмма Донохью — «Комната» 4. Аарон Соркин — «Стив Джобс» 5. Ник Хорнби — «Бруклин» |
| Лучший анимационный фильм                     | 1. Головоломка 2. Аномализа 3. Барашек Шон 4. Снупи и мелочь пузатая в кино 5. Хороший динозавр |
| Лучший экшн-фильм                             | 1. Безумный Макс: Дорога ярости 2. Мир Юрского периода 3. Миссия невыполнима: Племя изгоев 4. Убийца 5. Форсаж 7 |
| Лучший актёр в экшн-фильме                    | 1. Том Харди — «Безумный Макс: Дорога ярости» 2. Дэниэл Крейг — «007: СПЕКТР» 3. Том Круз — «Миссия невыполнима: Племя изгоев» 4. Крис Пратт — «Мир Юрского периода» 5. Пол Радд — «Человек-муравей» |
| Лучшая актриса в экшн-фильме                  | 1. Шарлиз Тэрон — «Безумный Макс: Дорога ярости» 2. Эмили Блант — «Убийца» 3. Дженнифер Лоуренс — «Голодные игры. Сойка пересмешница. Часть II» 4. Ребекка Фергюсон — «Миссия невыполнима: Племя изгоев» 5. Брайс Даллас Ховард — «Мир Юрского периода» |
| Лучший научно-фантастический фильм или хоррор | 1. Из машины 2. Безумный Макс: Дорога ярости 3. Марсианин 4. Мир Юрского периода 5. Оно |
| Лучшая комедия                                | 1. Игра на понижение 2. Головоломка 3. Девушка без комплексов 4. Джой 5. Сёстры 6. Шпион |
| Лучший актёр в комедии                        | 1. Кристиан Бэйл — «Игра на понижение» 2. Стив Карелл — «Игра на понижение» 3. Роберт Де Ниро — «Стажёр» 4. Джейсон Стэйтем — «Шпион» 5. Билл Хейдер — «Девушка без комплексов» |
| Лучшая актриса в комедии                      | 1. Эми Шумер — «Девушка без комплексов» 2. Дженнифер Лоуренс — «Джой» 3. Мелисса МакКарти — «Шпион» 4. Лили Томлин — «Бабушка» 5. Тина Фей — «Сёстры» |
| Лучший фильм на иностранном языке             | 1. Сын Саула (Saul fia) — Венгрия 2. Во сколько она вернётся? (Que Horas Ela Volta?) — Бразилия 3. Мустанг (Mustang) — Франция 4. Спокойной ночи, мамочка (Ich seh ich seh) — Австрия 5. Убийца (Cìkè Niè Yinniáng) — Китай/Гонконг/Тайвань |
| Лучший документальный фильм                   | 1. Эми 2. Взгляд тишины 3. Земля карателей 4. Куда бы ещё вторгнуться? 5. Наваждение 6. Он назвал меня Малала |
| Лучшая работа художника-постановщика          | 1. Колин Гибсон (постановщик), Лиза Томпсон (декоратор) — «Безумный Макс: Дорога ярости» 2. Адам Штокхаузен (постановщик), Рена Деанджело и Бернхард Хенрих (декораторы) — «Шпионский мост» 3. Франсуа Сеген (постановщик) и Дженни Оман, Луиз Тремблэ, Сюзанн Клотье (декораторы) — «Бруклин» 4. Джуди Бекер (постановщик), Хезер Лоффлер (декоратор) — «Кэрол» 5. Ив Стюарт (постановщик), Майкл Стэндиш (декоратор) — «Девушка из Дании» 6. Артур Макс (постановщик), Селия Бобак (декоратор) — «Марсианин» |
| Лучшая операторская работа                    | 1. Эммануэль Любецки — «Выживший» 2. Дариуш Вольски — «Марсианин» 3. Роджер Дикинс — «Убийца» 4. Эдвард Лэкмен — «Кэрол» 5. Роберт Ричардсон — «Омерзительная восьмёрка» 6. Джон Сил — «Безумный Макс: Дорога ярости» |
| Лучший дизайн костюмов                        | 1. Дженни Беван — «Безумный Макс: Дорога ярости» 2. Пако Дельгадо — «Девушка из Дании» 3. Одиль Дикс-Мирье — «Бруклин» 4. Сэнди Пауэлл — «Золушка» 5. Сэнди Пауэлл — «Кэрол» |
| Лучший монтаж                                 | 1. Маргарет Сиксел — «Безумный Макс: Дорога ярости» 2. Хэнк Коруин — «Игра на понижение» 3. Том Макардл — «В центре внимания» 4. Стивен Миррион — «Выживший» 5. Пьетро Скалия — «Марсианин» |
| Лучший грим и причёски                        | 1. Безумный Макс: Дорога ярости 2. Выживший 3. Девушка из Дании 4. Кэрол 5. Чёрная месса 6. Омерзительная восьмёрка |
| Лучшие визуальные эффекты                     | 1. Безумный Макс: Дорога ярости 2. Выживший 3. Из машины 4. Марсианин 5. Мир Юрского периода 6. Прогулка |
| Лучшая музыка к фильму                        | 1. Эннио Морриконе — «Омерзительная восьмёрка» 2. Картер Бёруэлл — «Кэрол» 3. Йохан Йоханнссон — «Убийца» 4. Карстен Николай, Рюити Сакамото — «Выживший» 5. Говард Шор — «В центре внимания» |
| Лучшая песня к фильму                         | 1. «See You Again» (Уиз Халифа и Чарли Пут) — «Форсаж 7» 2. «Love Me Like You Do» (Элли Гулдинг) — «Пятьдесят оттенков серого» 3. «One Kind Of Love» (Брайан Уилсон) — «Любовь и милосердие» 4. «Simple Song #3» (Суми Чо) — «Молодость» 5. «Till It Happens To You» (Леди Гага) — «Зона охоты» 6. «Writing’s On The Wall» (Сэм Смит) — «007: СПЕКТР» |

### Сериалы
| Лучший драматический сериал                                               | 1. Мистер Робот 2. Больница Никербокер 3. Империя 4. Нереальный холостяк 5. Оставленные 6. Ошибки прошлого 7. Страшные сказки |
| Лучшая мужская роль в драматическом сериале                               | 1. Рами Малек — «Мистер Робот» 2. Хью Дэнси — «Ганнибал» 3. Клайв Оуэн — «Больница Никербокер» 4. Джастин Теру — «Оставленные» 5. Лив Шрайбер — «Рэй Донован» 6. Аден Янг — «Ошибки прошлого» |
| Лучшая женская роль в драматическом сериале                               | 1. Кэрри Кун — «Оставленные» 2. Ева Грин — «Страшные сказки» 3. Виола Дэвис — «Как избежать наказания за убийство» 4. Кристен Риттер — «Джессика Джонс» 5. Тараджи П. Хенсон — «Империя» 6. Шири Эпплби — «Нереальный холостяк» |
| Лучшая мужская роль второго плана в драматическом сериале                 | 1. Кристиан Слэйтер — «Мистер Робот» 2. Джонатан Джексон — «Нэшвилл» 3. Клейн Кроуфорд — «Ошибки прошлого» 4. Руфус Сьюэлл — «Человек в высоком замке» 5. Андре Холланд — «Больница Никербокер» 6. Кристофер Экклстон — «Оставленные»                                                                                                  |
| Лучшая женская роль второго плана в драматическом сериале                 | 1. Констанс Зиммер — «Нереальный холостяк» 2. Энн Дауд — «Оставленные» 3. Реджина Кинг — «Оставленные» 4. Хелен Маккрори — «Страшные сказки» 5. Хайден Панеттьери — «Нэшвилл» 6. Мора Тирни — «Любовники» |
| Лучший комедийный сериал                                                  | 1. Мастер не на все руки 2. Девственница 3. Катастрофа 4. Очевидное 5. Последний человек на Земле 6. Ты — воплощение порока 7. Чёрная комедия |
| Лучшая мужская роль в комедийном сериале                                  | 1. Джеффри Тэмбор — «Очевидное» 2. Энтони Андерсон — «Чёрная комедия» 3. Азиз Ансари — «Мастер не на все руки» 4. Рэндалл Пак — «Трудности ассимиляции» 5. Фред Сэвэдж — «Дробилка» 6. Уилл Форте — «Последний человек на Земле» |
| Лучшая женская роль в комедийном сериале                                  | 1. Рэйчел Блум — «Чокнутая бывшая» 2. Констанс Ву — «Трудности ассимиляции» 3. Ая Кэш — «Ты — воплощение порока» 4. Венди Маклендон-Кови — «Голдберги» 5. Джина Родригес — «Девственница» 6. Трейси Эллис Росс — «Чёрная комедия» |
| Лучшая мужская роль второго плана в комедийном сериале                    | 1. Андре Брауэр — «Бруклин 9-9» 2. Джей Дюпласс — «Очевидное» 3. Хайме Камиль — «Девственница» 4. Кигэн-Майкл Ки — «Дом игр» 5. Мэл Родригес — «Старость — не радость» 6. Нил Флинн — «Бывает и хуже» |
| Лучшая женская роль второго плана в комедийном сериале                    | 1. Майем Биалик — «Теория большого взрыва» 2. Эллисон Дженни — «Мамаша» 3. Кетер Донохью — «Ты — воплощение порока» 4. Джуди Лайт — «Очевидное» 5. Ниси Нэш — «Старость — не радость» 6. Иден Шер — «Бывает и хуже» |
| Лучший мини-сериал или телевизионный фильм                                | 1. Фарго 2. Виз 3. Конец детства 4. Лютер 5. Покажите мне героя 6. Святые и чужие |
| Самое достойное внимания шоу                                              | 1. Чужестранка 2. Друзья 3. Игра престолов 4. Империя 5. Оранжевый — хит сезона 6. Ходячие мертвецы |
| Лучшая мужская роль в мини-сериале или телевизионном фильме               | 1. Кортни Б. Вэнс — «Американская история преступлений: Народ против О. Джея Симпсона» 2. Кьюба Гудинг мл. — «Американская история преступлений: Народ против О. Джея Симпсона» 3. Бенедикт Камбербэтч — «Шерлок» 4. Брайан Крэнстон — «До самого конца» 5. Тим Мэтисон — «Убийство Рейгана» 6. Том Хиддлстон — «Ночной администратор» |
| Лучшая женская роль в мини-сериале или телевизионном фильме               | 1. Сара Полсон — «Американская история преступлений: Народ против О. Джея Симпсона» 2. Керри Вашингтон — «Слушание» 3. Оливия Колман — «Ночной администратор» 4. Синтия Никсон — «Убийство Рейгана» 5. Лили Тейлор — «Американское преступление» 6. Фелисити Хаффман — «Американское преступление»                                     |
| Лучшая мужская роль второго плана в мини-сериале или телевизионном фильме | 1. Стерлинг К. Браун — «Американская история преступлений: Народ против О. Джея Симпсона» 2. Лэйн Гаррисон — «Корни» 3. Фрэнк Ланджелла — «До самого конца» 4. Хью Лори — «Ночной администратор» 5. Джон Траволта — «Американская история преступлений: Народ против О. Джея Симпсона» 6. Форест Уитакер — «Корни»                     |
| Лучшая женская роль второго плана в мини-сериале или телевизионном фильме | 1. Реджина Кинг — «Американское преступление» 2. Элизабет Дебики — «Ночной администратор» 3. Сара Ланкашир — «Костюмер» 4. Мелисса Лео — «До самого конца» 5. Анна Пэкуин — «Корни» 6. Эмили Уотсон — «Костюмер» |
| Лучшая гостевая роль в комедии                                            | 1. Алек Болдуин — «Saturday Night Live» 2. Кристин Барански — «Теория большого взрыва» 3. Ларри Дэвид — «Saturday Night Live» 4. Лиза Кудроу — «Несгибаемая Кимми Шмидт» 5. Лиам Нисон — «Внутри Эми Шумер» |
| Лучшая гостевая роль в драме                                              | 1. Джеффри Дин Морган — «Ходячие мертвецы» 2. Махершала Али — «Карточный домик» 3. Эллен Бёрстин — «Карточный домик» 4. Лиза Боне — «Рэй Донован» 5. Майкл Дж. Фокс — «Хорошая жена» 6. Джаред Харрис — «Корона» |

### Почётная награда
Industrial Light & Magic

### Специальная награда
Эми Шумер

### Самый «запойный» сериал (награда фанатов)
Чужестранка

## Список лауреатов и номинаций
| Количество | Фильм                            |
| ---------- | -------------------------------- |
| 13         | Безумный Макс: Дорога ярости     |
| 9          | Кэрол                            |
| 9          | Марсианин                        |
| 9          | Выживший                         |
| 8          | В центре внимания                |
| 7          | Игра на понижение                |
| 6          | Омерзительная восьмёрка          |
| 5          | Шпионский мост                   |
| 5          | Бруклин                          |
| 5          | Девушка из Дании                 |
| 5          | Мир Юрского периода              |
| 5          | Убийца                           |
| 4          | Комната                          |
| 3          | Из машины                        |
| 3          | Головоломка                      |
| 3          | Джой                             |
| 3          | Миссия невыполнима: Племя изгоев |
| 3          | Шпион                            |
| 3          | Стив Джобс                       |
| 3          | Девушка без комплексов           |
| 3          | Трамбо                           |
| 2          | Чёрная месса                     |
| 2          | Форсаж 7                         |
| 2          | Любовь и милосердие              |
| 2          | Сёстры                           |
| 2          | 007: СПЕКТР                      |

| Количечство | Фильм                        |
| ----------- | ---------------------------- |
| 9           | Безумный Макс: Дорога ярости |
| 3           | В центре внимания            |
| 3           | Игра на понижение            |
| 2           | Выживший                     |
| 2           | Комната                      |